# 遮秃

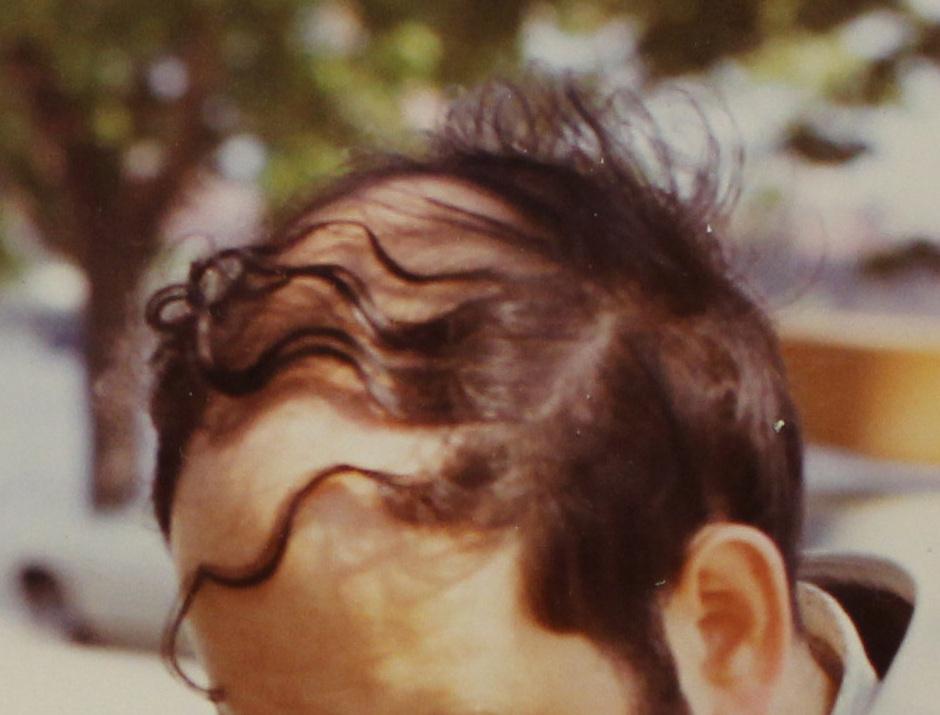
遮秃发型

遮秃是一種經常在秃头男性上看到的发型，其中秃头的区域被沒有禿的區域的头发遮住，而且他們故意將不禿的區域的頭髮留長。也有一些人會用假髮塊來遮禿。